# 長岡寿吉
長岡 寿吉（ながおか じゅきち、1886年（明治19年）10月4日 - 1945年（昭和20年）5月26日）は、大日本帝国陸軍軍人。最終階級は陸軍少将。

## 経歴
1886年（明治19年）に東京府で生まれた。陸軍士官学校第18期、陸軍大学校第28期卒業。1930年（昭和5年）8月1日に陸軍歩兵大佐進級と同時に歩兵第33連隊長に着任し、1932年（昭和7年）8月に朝鮮軍参謀に転じた。
1933年（昭和8年）3月18日に陸軍戸山学校教育部長に就任し、8月1日に陸軍戸山学校幹事に転じた。1935年（昭和10年）3月15日に陸軍少将に進級し待命、3月30日に予備役に編入された。1945年（昭和20年）3月31日に召集され東京師管区兵務部長に就任した。